# Adrian Mannarino
Pour les articles homonymes, voir Mannarino.
Adrian Mannarino, né le 29 juin 1988 à Soisy-sous-Montmorency, est un joueur de tennis français, professionnel depuis 2005.
Sur le circuit ATP, il a remporté cinq titres en simple et atteint dix autres finales. Son meilleur classement ATP est une 17e place obtenue en janvier 2024. Dans les tournois du Grand Chelem, il a réalisé ses meilleures performances à Wimbledon en atteignant les huitièmes de finale à trois reprises ainsi qu'à l'Open d'Australie en 2022 
et 2024.

## Biographie
Adrian Mannarino est le fils d'un professeur de tennis. Il a une sœur et trois frères dont Morgan qui l'a accompagné à ses débuts sur le circuit.
Formé depuis son enfance au CSM Eaubonne, il rejoint en 2009 les rangs du TC Boulogne-Billancourt avec lequel il reste pendant quatre ans. Il a par la suite joué pour les clubs du TS Maisons-Laffitte, AAS Sarcelles, TCP Ostwald et du Tennis club de Paris.
Durant son enfance, il a pour idole Marcelo Ríos.
Il est surnommé "Le Divin Chauve" par ses fans, certains observateurs lui prêtent une ressemblance avec Zinédine Zidane.
Il est domicilié à Malte.

## Carrière

### 2006-2007. Premiers succès sur le circuit secondaire
Adrian Mannarino signe son premier fait d'armes au printemps 2006 lorsqu'il remporte son premier tournoi Futures à Melilla, en disposant en finale du Togolais Komlavi Loglo. Il récidive deux mois plus tard, toujours sur le sol espagnol, cette fois-ci à Santa Cruz de Tenerife en battant Albert Ramos-Viñolas. Ces deux succès lui permettent d'occuper en juillet 2006 le 462e rang mondial. En octobre, il est finaliste à Rodez contre Andrey Golubev et termine sa saison au 444e rang mondial.
En 2007, il se voit offrir une wild card pour les qualifications des Internationaux de France où il chute au premier tour face à Marin Čilić. En fin de saison, il remporte deux nouveaux Futures en France et en Angleterre.

### 2008. L'explosion à Metz
Classé no 46 français après avoir participé à de nombreux tournois Challenger où il a obtenu des résultats prometteurs, il reçoit une invitation pour le tournoi de Roland-Garros où il est opposé au premier tour à l'Argentin Diego Junqueira, spécialiste de la terre battue issu des qualifications, qui le bat 6-1, 6-2, 6-2.
À l'Open de Moselle, il réussit une très bonne performance en battant l'Italien Andreas Seppi, tête de série no 6, au premier tour 6-3, 6-2, ce qui constitue sa première victoire sur le circuit ATP, puis Rik De Voest 6-4, 7-5. En quart de finale, il bat Marc Gicquel 6-4, 7-6 puis dispute sa première demi-finale, perdue contre Paul-Henri Mathieu 7-68, 7-61. La semaine suivante, il est battu en finale du Challenger de Rennes par Josselin Ouanna.
Adrian Mannarino dispute son premier Masters Series à Bercy où il reçoit une wild card, mais s'incline d'entrée contre Dmitri Toursounov. Mannarino participe au tournoi Challenger de Jersey, qu'il gagne en finale face à Andreas Beck.
La semaine suivante, il dispute son dernier tournoi de l'année : le Challenger d'Helsinki et s'incline au second tour contre Jan Hernych. Il participe en décembre au Masters France, où il est considéré comme un outsider. Placé par le tirage au sort dans le groupe bleu, il s'incline dans ses trois matchs de poule face à Michaël Llodra (6-3, 6-2), Paul-Henri Mathieu (6-1, 6-2) et Arnaud Clément (6-1, 6-4).

### 2009. Une blessure qui tombe mal
Adrian Mannarino commence sa saison par une défaite face à Jean-René Lisnard (62-7, 6-2, 6-2) dès le premier tour du tournoi Challenger de Nouméa. Il reçoit quelques jours plus tard une wild card pour entrer directement dans le grand tableau du premier Grand Chelem de la saison, l'Open d'Australie. Il hérite d'un tirage au sort délicat, puisqu'il est amené à affronter au premier tour Fernando Verdasco. Le Val-d'Oisien ne peut éviter une sévère défaite, s'inclinant sèchement (6-0, 6-2, 6-2). Le gaucher espagnol réalisera par la suite un parcours homérique, ne s'inclinant qu'après un combat de plus de cinq heures, en demi-finale face au futur vainqueur, Rafael Nadal.
Conscient des progrès qu'il lui reste à accomplir pour se hisser au niveau des tout meilleurs, le Français repart « bourlinguer » sur le circuit Challenger. Fin janvier, il s'incline en quart de finale à Heilbronn, face à Benjamin Becker (7-61, 0-6, 2-6). Au début de mars, Mannarino parvient à se hisser dans le dernier carré de l'épreuve de Cherbourg, mais subit la loi d'Arnaud Clément en demies (1-6, 2-6). Pourtant disputé sur terre battue, une surface qui ne réussit guère au Tricolore, en raison de son jeu de contre parfaitement adapté à la surface dure et à l'indoor, le tournoi de Saint-Brieuc, au début d'avril, voit l'Eaubonnais atteindre la première finale de sa saison. Une première ratée, puisqu'il ne parvient à se défaire des griffes de son compatriote Josselin Ouanna (5-7, 6-1, 4-6). Parvenu au 124e rang mondial grâce à ses bons résultats sur le circuit secondaire, Adrian Mannarino tente à nouveau sa chance sur le grand circuit. Mais la surface ocre ne lui permet pas d'exploiter à plein ses capacités, et il s'incline au premier tour des qualifications à Rome (face à Arnaud Clément à nouveau (3-6, 6-3, 1-6), puis à Munich (face à Dinter Kindlmann (2-6, 2-6).
Bénéficiaire d'une wild card à Roland-Garros, Mannarino ne voit pas le jour face à Tommy Robredo, véritable « crocodile » sur l'ocre de la Porte d'Auteuil, et se voit infliger une véritable leçon par l'Ibère (2-6, 1-6, 2-6).
À Wimbledon, le gazon londonien le voit reverdir, l'intéressé franchissant les trois tours de qualification brillamment, face à Bruno Echagaray (7-66, 6-3), puis Stéphane Robert (2-6, 6-3, 6-4) et enfin Blaž Kavčič (6-3, 6-2, 7-66). Retrouvant un compatriote lors de son premier match dans le grand tableau du Grand Chelem Britannique, Marc Gicquel, Mannarino ne parvient à remporter sa première rencontre en Majeur, cédant en trois petits sets (2-6, 2-6, 4-6).
Au début d'août, le Français se distingue en parvenant à battre un membre du top 100, Marcel Granollers (7-65, 6-3), en demi-finale du Challenger de Ségovie. En finale, il s'incline logiquement face à l'atypique Feliciano López (3-6, 4-6), alors 41e mondial. Cette performance lui permet, le 16 août 2009, de faire pour la première fois de sa jeune carrière son entrée dans le très prisé top 100, à la 94e place.
Fin septembre, le Français améliore sa position au sein de la hiérarchie mondiale, occupant le 88e rang. Mais cela lui importe peu, puisque sa préoccupation à la fin de la saison 2009 est une vilaine blessure au genou, qui le handicape depuis plusieurs mois et qu'il n'a jusqu'alors pas pris le temps de soigner. Contraint et forcé, le Val-d'Oisien met le pied à terre, et se retrouve éloigné des terrains pendant plusieurs mois.

### 2010. Retour sur le devant de la scène

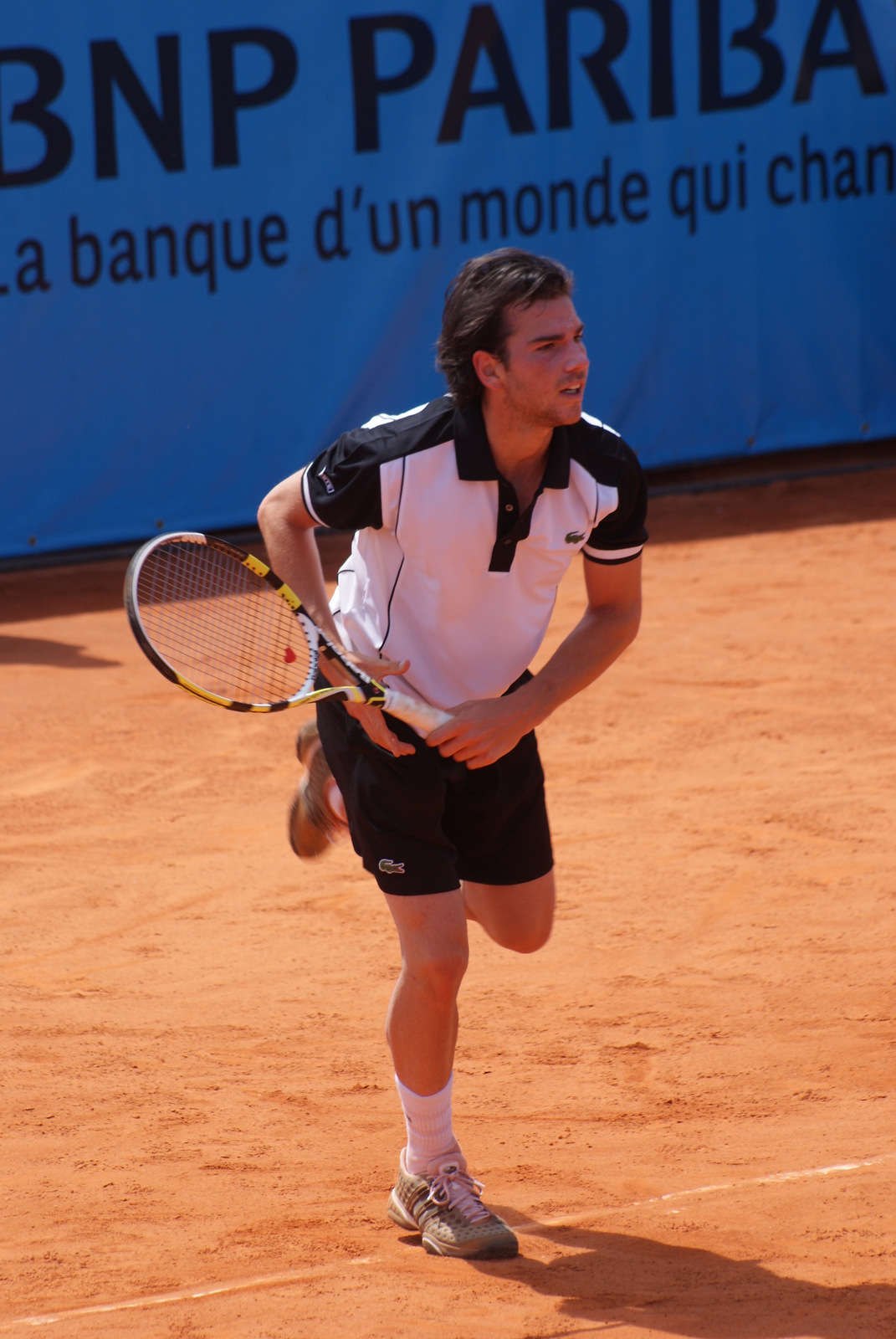
Adrian Mannarino à l'Open de Nice 2010.

Éloigné des terrains jusqu'en mars 2010, le Français effectue son grand retour au Challenger de Jersey, où il s'incline dès le deuxième tour face au Belge Yannick Mertens (5-7, 3-6). Retombé au 300e rang mondial, Adrian Mannarino parvient en mai à s'extirper des qualifications de l'Open de Nice, après un succès difficile face à Jonathan Eysseric (65-7, 7-63, 6-4). Éprouvé par cette rencontre, le Val-d'Oisien perd dès le premier tour du grand tableau, balayé par le Belge Olivier Rochus (3-6, 1-6). Lors des qualifications des Internationaux de France, il trébuche à une rencontre de l'accession au tableau final, s'inclinant en deux sets secs face à l'Indien Somdev Devvarman (4-6, 1-6). Même résultat aux qualifications de Wimbledon où, au troisième tour, il ne parvient pas à disposer de Jesse Huta Galung (3-6, 3-6, 3-6).
L'été 2010 marque le retour d'Adrian Mannarino au premier plan, le gaucher français brillant lors de plusieurs tournois Challengers. Fin juillet, il s'incline en finale à Recanati, sur surface dure extérieure, face à Stéphane Bohli (0-6, 6-3, 65-7). Deux semaines plus tard, il se hisse en finale à Ségovie, toujours sur surface dure, mais ne peut rien face à Daniel Gimeno-Traver, membre du Top 100 (4-6, 62-7). Le Challenger d'Istanbul en Turquie voit le Français triompher brillamment, et concrétiser sa bonne forme du moment. En finale, Adrian Mannarino se paye le luxe de battre Mikhail Kukushkin (6-4, 3-6, 6-3).

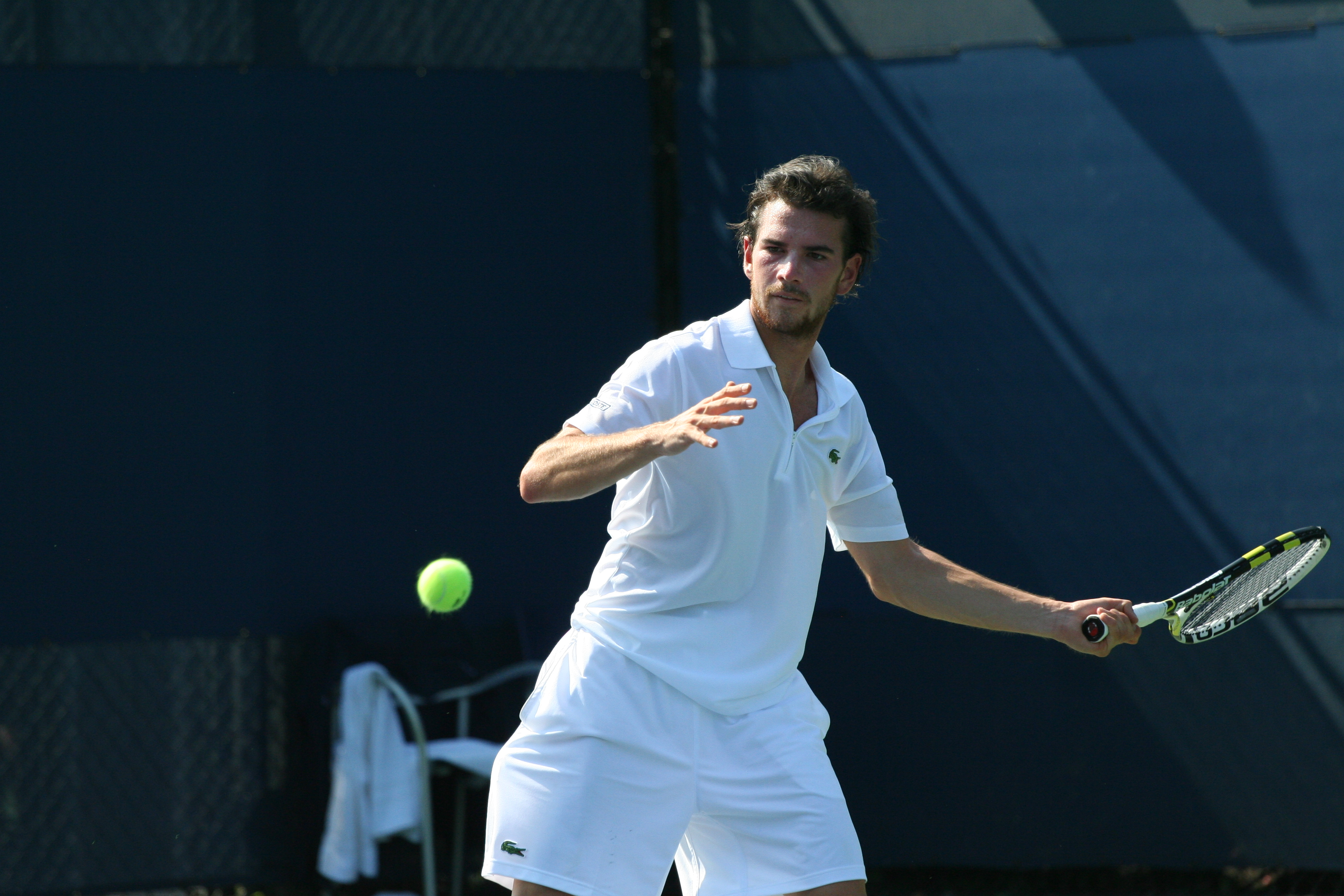
Adrian Mannarino à l'US Open en 2010.

Revenu à son meilleur niveau, il poursuit sur sa lancée à l'US Open où, après s'être extirpé des qualifications, il gagne son premier match en Grand Chelem face à l'Espagnol Pere Riba en 5 sets (3-6, 6-1, 6-4, 4-6, 7-6). Au tour suivant, il est battu par Fernando Verdasco en trois petits sets (1-6, 2-6, 2-6). Cette performance lui permet d'entrevoir à nouveau le top 100, puisque le 20 septembre 2010, il est classé 136e mondial.
Bénéficiaire d'une wild card à Metz, tournoi qui l'avait révélé en 2008 lorsqu'il avait atteint la demi-finale du tournoi lorrain, Adrian Mannarino s'incline dès son entrée en lice, face à son bourreau de 2008, Paul-Henri Mathieu (3-6, 3-6). Au début d'octobre, le Français remporte le plus grand tournoi de sa carrière à Mons, son deuxième titre en Challenger de la saison. Il s'offre le scalp du Jamaïcain Dustin Brown en demi-finale (7-5, 6-3), avant de disposer du local Steve Darcis en finale (7-5, 6-2). Également inscrit à Montpellier, il franchit aisément le stade des qualifications, avant de faire tomber le 75e joueur mondial, Lukáš Lacko, lors de son premier tour (6-3, 64-7, 6-4). Au deuxième tour, il livre le meilleur match de sa jeune carrière face au géant américain John Isner, 19e mondial, auquel il parvient à prendre un set (65-7, 7-65, 3-6). Il termine l'année 2010 au meilleur classement de sa carrière, à la 83e place mondiale.

### 2011. Une explosion attendue
L'année 2011 commence de bien belle manière pour Adrian, puisqu'il bat la tête de série no 5 et 26e mondial Juan Mónaco (6-4, 6-3) au tournoi d'Auckland. Opposé au Français Arnaud Clément au deuxième tour, il remporte le match 7-5, 6-4. Cette victoire lui offre un nouveau quart de finale dans un tournoi ATP et lui permettra d'atteindre le meilleur classement de sa carrière à l'ATP. Il est battu en demi-finale par Nicolás Almagro dans un match accroché, 7-63, 61-7, 6-2. Mais cette défaite apparaît comme encourageante pour la suite de la saison et confirme le début d'une explosion du jeune joueur français.

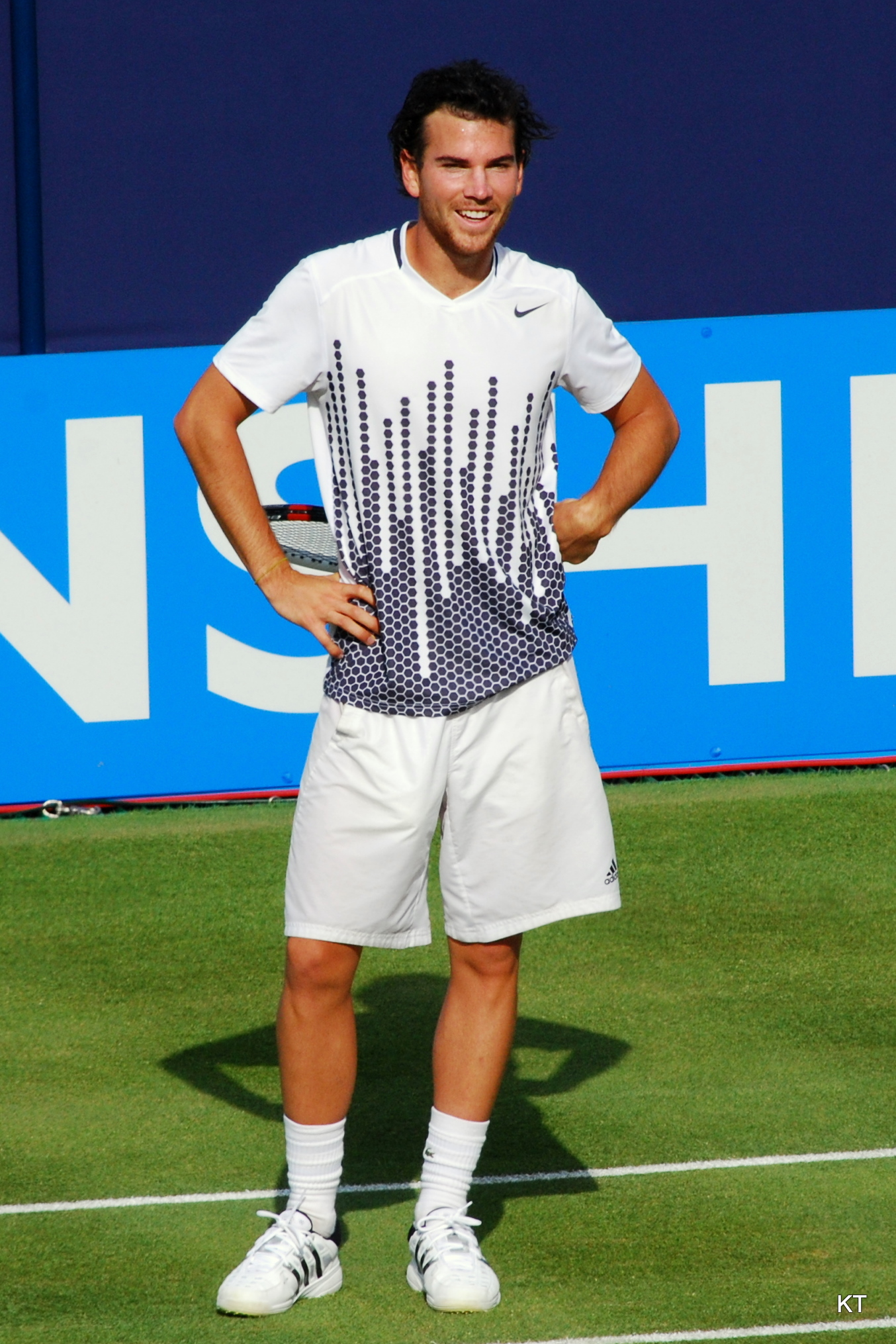
Adrian Mannarino au tournoi du Queen's en 2011.

À l'Open d'Australie, Adrian Mannarino se défait au premier tour du jeune Américain Ryan Harrison, dix-huit ans (dont John McEnroe a déclaré qu'il serait sans doute l'avenir du tennis américain), sur le score de 6-4, 6-3, 6-4. Puis il perd au deuxième tour contre Richard Gasquet (3-6, 64-7, 4-6).
Au tournoi de Johannesburg, Adrian Mannarino (tête de série no 6, profitant de son statut de 67e mondial), gagne son premier tour face à Yuri Schukin (7-6, 7-6), puis se qualifie pour les quarts de finale en battant Denis Gremelmayr (6-7, 6-4, 6-4). Il parvient à entrer dans le dernier carré d'un tournoi ATP 250 pour la deuxième fois de sa carrière, en s'imposant face à Frank Dancevic (6-3, 6-2). En demi-finales, il perd contre Kevin Anderson (6-7, 6-0, 6-4). Il va jusqu'en huitièmes à Memphis et à Delray Beach.
Pour la saison sur terre battue, il se qualifie pour le tableau principal du Masters de Madrid et remporte une victoire prometteuse contre Juan Ignacio Chela (4-6, 6-4, 6-4). Au second tour, il résiste à David Ferrer, sixième mondial et spécialiste de la surface, mais finit par céder (5-7, 6-0, 0-6).
De même qu'en 2008 et 2009, il ne passe pas le premier tour à Roland-Garros cette année puisqu'il est dominé par un autre Français, Guillaume Rufin.
Deux semaines plus tard, au tournoi du Queen's, Adrian réalise un beau parcours en disposant tour à tour du Letton Ernests Gulbis, de son compatriote Gilles Simon à la suite d'un abandon dans le troisième set, et du « géant » argentin Juan Martín del Potro en deux manches accrochées (7-63, 7-67). Il est stoppé en quart de finale par l'espoir du tennis britannique, James Ward (2-6, 7-614, 4-6).
Mais une bursite à la main l'empêche de continuer à défendre ses chances à 100 %, impuissance symbolisée par une lourde défaite contre Florian Mayer à l'US Open. Il parvient néanmoins à atteindre les quarts de finale à Saint-Pétersbourg en fin de saison.

### 2012. Année difficile
1/8 à Auckland dès son 2e tournoi et finale au Challenger d'Istanbul en septembre. Il passe de la 87e place en début d'année à la 185e en fin d'année.

### 2013. Huitième de finale à Wimbledon
À Roland-Garros, il rate l'occasion d'atteindre pour la première fois le deuxième tour en ratant une balle de match contre Pablo Cuevas, ancien 45e mondial mais redescendu à la 762e place (3-6, 6-2, 3-6, 7-5, 5-7). Il sort vainqueur des Challengers de Nouméa et Sarajevo où il remporte 6 tie-breaks sur 7 lors de ses cinq matchs.
Il participe peu de temps après à Wimbledon, où il crée la surprise en se qualifiant jusqu'en huitième de finale. Il a pour cela battu Pablo Andújar (6-1, 6-2, 6-3), puis a ensuite bénéficié de l'abandon du numéro 21 mondial John Isner, alors qu'il y avait seulement 1-1 dans le premier set. Il bat ensuite Dustin Brown (6-4, 6-2, 7-5) mais s'incline cependant en huitième de finale au terme d'un match serré en cinq sets face à Łukasz Kubot (6-4, 3-6, 6-3, 3-6, 4-6). À l'US Open, après avoir remporté son premier tour (4-6, 6-4, 6-2, 6-1) contre l'Argentin Horacio Zeballos puis son deuxième tour face à l'Américain Sam Querrey (7-64, 7-65, 65-7, 6-4), il connaît une sévère défaite face à Roger Federer (6-3, 6-0, 6-2) au troisième tour.

### 2014. Fantastique sur le circuit Challenger
Il connaît un début de saison difficile qui l'amène à se séparer de son entraîneur en avril. Il entame une collaboration avec Éric Prodon à Roland-Garros où il remporte enfin son premier match en prenant le meilleur en trois sets sur Lu Yen-hsun.
À la suite de son élimination à Wimbledon, il s'envole pour l'Équateur afin de disputer le Challenger de Manta en disputant les qualifications. Il finit par gagner ce Challenger et se maintient dans le top 100. Quelques semaines plus tard, il remporte le tournoi Challenger de Ségovie puis en septembre celui d'Istanbul.
Après une demi-finale au Challenger de Tachkent en Ouzbékistan et un quart de finale au tournoi ATP de Stockholm, il remonte à la 73e place mondiale. Au Masters 1000 de Paris Bercy, il prend le meilleur au 1er tour sur son compatriote Pierre-Hugues Herbert (7-6, 6-3), mais s'incline au tour suivant face à Tomáš Berdych. Il remporte ensuite deux trophées aux tournois Challenger de Knoxville face à Sam Groth et de Champaign face à Frederik Nielsen pour terminer la saison dans le top 50.

### 2015. Deux finales ATP
Il commence bien sa saison en ralliant pour la première fois la finale d'un tournoi ATP à Auckland.
Il perd sèchement en finale contre le Tchèque Jiří Veselý (6-3, 6-2). Grâce à cette finale, il atteint le meilleur classement de sa carrière (36e mondial).
À l'Open d'Australie, il bat Blaž Rola, puis au deuxième tour joue face à Feliciano López. Alors qu'il menait 2 sets et un break (6-4, 6-4, 5-4) service à suivre, dans un match improbable avec beaucoup de breaks-debreaks, il perd finalement le 3e set 7-63 et est rapidement mené 4-0 dans le 4e set avant d'abandonner pour vertiges à cause de la chaleur.
Au Masters d'Indian Wells, il réussit à atteindre les huitièmes de finale sans perdre le moindre set, éliminant notamment le no 22 mondial Fabio Fognini (7-68, 6-3) au 2e tour, puis le 15e mondial Ernests Gulbis (6-4, 6-4). Il est finalement éliminé assez facilement par le Britannique Andy Murray (6-3, 6-3). Par la même occasion, il améliore son classement ATP avec une 32e place mondiale le 23 mars. Dans la foulée à Miami, alors tête de série, il commence au deuxième tour contre l'Espagnol Albert Ramos en gagnant (6-4, 3-6, 6-2), puis il crée la surprise au troisième tour en éliminant le 8e mondial Stanislas Wawrinka 7-64, 7-65 et obtient du coup la première victoire de sa carrière sur un top 10. Cependant cette performance reste sans suite et il se fait éliminer par Dominic Thiem 7-65, 4-6, 7-5 dans un match à suspense. Malgré tout, c'est une excellente tournée américaine qui lui permet d'améliorer encore son classement ATP (31e mondial).
Il se sépare ensuite d'Éric Prodon et commence à travailler avec Marc Gicquel à partir du tournoi de Madrid. Sa saison sur terre battue n'est pas une très grande réussite, puisqu'il est éliminé trois fois au premier tour des Masters 1000, à Monte-Carlo, Madrid et Rome. Il s'incline également au 1er tour de Roland-Garros contre l'autrichien Jürgen Melzer 7-64, 6-3, 7-65 et confirme que cette surface ne lui réussit pas.
En juillet, Mannarino dispute le tournoi de Bogota en tant que tête de série no 3. Il gagne ses trois matchs face à Rajeev Ram (7-5, 6-3), Malek Jaziri (1-6, 6-1, 6-3) et en demi-finale la tête de série no 1, le géant serveur Croate Ivo Karlović (7-65, 7-65). Se qualifiant ainsi pour sa deuxième finale de la saison où il affronte l'Australien et tenant du titre, Bernard Tomic. Il perd 6-1, 3-6, 6-2 en un peu plus d'une heure et demie de jeu, et laisse échapper une nouvelle occasion de gagner son premier titre.

### 2016. Des hauts et des bas
Le Français aborde le début de saison en participant au challenger de Nouméa, qu'il remporte pour la seconde fois en s'imposant face au Colombien Alejandro Falla. Il enchaîne la semaine suivante par le tournoi de Sydney. Il s'incline dès le 1er tour face à son compatriote, issu des qualifications, Nicolas Mahut. Il participe ensuite à l'Open d'Australie où il enchaîne une seconde désillusion en s'inclinant au 1er tour face au local Sam Groth en quatre manches (66-7, 4-6, 6-3, 3-6). Également aligné en double au côté de Lucas Pouille, les deux Français réalisent un petit exploit en se qualifiant pour la première fois de leur carrière en demi-finale d'un Grand Chelem. Ils battent notamment les tenants du titre Simone Bolelli et Fabio Fognini au 2e tour, et les no 1 mondiaux Jean-Julien Rojer et Horia Tecău en quart de finale avant de s'incliner en demie face à Jamie Murray et Bruno Soares.
Il participe ensuite au tournoi de Sofia où s'incline en quart de finale face à Roberto Bautista-Agut, tête de série no 1. On le retrouve deux semaines plus tard au tournoi de Delray Beach avec un nouveau quart de finale perdu face à Grigor Dimitrov (4-6, 5-7) alors qu'il servait pourtant pour le gain de la seconde manche à 5-4. La semaine suivante au tournoi d'Acapulco, s'incline au tour suivant face à Bernard Tomic.
On le retrouve deux semaines plus tard au Masters 1000 d'Indian Wells. Il bat Lukáš Rosol et Benoît Paire avant de s'incliner face à John Isner (4-6, 64-7). À Miami, il s'impose contre l'Ukrainien Illya Marchenko et Sam Querrey avant de chuter face à Andrey Kuznetsov au 3e tour (6-2, 5-7, 0-6).
Retombé au-delà de la 70e place du classement, il entame sa saison sur terre battue par le Masters 1000 de Monte-Carlo où il s'incline d'entrée de jeu face au qualifié Taro Daniel (3-6, 4-6). Il est ensuite battu au premier tour des tournois de Bucarest contre Daniel Gimeno-Traver et d'Istanbul contre Albert Ramos-Viñolas. Il renoue avec la victoire à Nice en battant Robin Haase, Benoît Paire, puis en quart de finale Guido Pella (5-7, 7-64, 6-1). Il se qualifie pour sa première demi-finale de la saison où il s'incline contre Dominic Thiem (1-6, 3-6). À Roland-Garros, il bat pour son entrée en lice Mikhail Kukushkin (6-4, 2-6, 6-2, 6-4) mais s'incline au 2e tour contre Milos Raonic (1-6, 60-7, 1-6) en seulement 1 h 36 de jeu.
Pour commencer sa saison sur gazon, il participe au tournoi de Bois-le-Duc où il chute contre Ivo Karlović (3-6, 4-6) en 1/4 de finale. La semaine suivante, il sort des qualifications du tournoi du Queen's et bat au 1er tour Guillermo García-López. Il s'incline au tour suivant contre l'Américain Steve Johnson (6-4, 3-6, 4-6). Il enchaîne avec le tournoi de Nottingham où il passe deux tours avant de s'incliner contre Andreas Seppi en 1/8 de finale (2-6, 3-6). Présent à Wimbledon, il bat au 1er tour Kyle Edmund (6-2, 7-5, 6-4). Il s'incline au tour suivant contre le no 1 mondial Novak Djokovic (6-4, 6-3, 7-65), après un match d'une grande technicité aussi bien de la part du Français que du Serbe. Il clôt sa saison sur gazon par le tournoi de Newport avec un quart de finale perdu contre Gilles Müller (2-6, 6-1, 6-2).
Il entame la saison américaine estivale par le tournoi de Washington. Il écarte au 1er tour Frances Tiafoe avant d'être éliminé par Steve Johnson (3-6, 4-6) au tour suivant. Repêché du tournoi qualificatif du Masters 1000 de Cincinnati, le Français s'incline au 1er tour contre Richard Gasquet (62-7, 6-3, 1-6). Il est battu pour son entrée en lice à l'US Open par Ryan Harrison (4-6, 65-7, 3-6).
Le Français poursuit sa mauvaise passe en s'inclinant au 1er tour du tournoi de Saint-Pétersbourg contre Ričardas Berankis (67-7, 6-3, 3-6). Il renoue un temps avec la victoire, après 4 éliminations consécutives, à Chengdu en écartant pour son entrée en lice Denis Kudla. Il perd au 2e tour contre Karen Khachanov (6-3, 3-6, 1-6). Au tournoi de Chine, il sort des qualifications et s'impose au 1er tour face à Albert Ramos-Viñolas (6-3, 4-6, 6-3). Il est ensuite battu par Rafael Nadal (1-6, 66-7). Deux semaines plus tard, il est aligné au tournoi de Stockholm et passe le premier tour avant de s'incliner contre Alexander Zverev. Il conclut sa saison par le Masters 1000 de Paris-Bercy où il obtient une wild card. Il s'incline dès son entrée en lice contre Viktor Troicki (4-6, 6-3, 65-7), après avoir obtenu 2 balles de match sur son service à 5-4 dans la dernière manche.

### 2017. Premier quart de finale en Masters 1000 et finale à Tokyo
Comme l'année passée, Adrian Mannarino commence sa saison par le Challenger de Nouméa. Il y conserve son titre en n'ayant perdu aucun set et seulement 22 jeux. Il s'impose en finale (6-3, 7-5) face au Serbe Nikola Milojević. Il enchaîne avec le tournoi d'Auckland où il chute dès le 1er tour contre Márcos Baghdatís (4-6, 4-6). Même chose à l'Open d'Australie où il est battu d'entrée par Karen Khachanov en 4 sets (4-6, 6-3, 69-7, 3-6).
Il remporte deux semaines plus tard le Challenger de Quimper en battant en finale Peter Gojowczyk (6-4, 6-4). Il poursuit avec trois défaites dès son entrée en lice à Sofia contre Nikoloz Basilashvili, à tournoi de Memphis contre Donald Young et à Delray Beach, battu par Kyle Edmund après avoir reçu 3 avertissements de l'arbitre. Il signe sa première victoire sur le circuit principal à Acapulco en battant Taylor Fritz mais s'incline au tour suivant contre Dominic Thiem (5-7, 3-6). Il enchaîne avec une deuxième victoire face à Juan Mónaco (6-3, 65-7, 6-1) au 1er tour du Masters 1000 d'Indian Wells avant de perdre contre Roberto Bautista-Agut (5-7, 2-6). De retour de Californie pour le tournoi de Miami, il bat coup sur coup Benjamin Becker, Paolo Lorenzi et Borna Ćorić (4-6, 6-2, 7-63). Il rallie ainsi pour la troisième fois de sa carrière les 1/8 de finale d'un Masters 1000, où il s'incline face à Tomáš Berdych (3-6, 5-7).
Il entame sa saison sur terre battue à Monte-Carlo où il sort des qualifications et élimine au 1er tour Guillermo García-López (1-6, 6-3, 6-4). Il fait sensation au tour suivant en écartant son compatriote Jo-Wilfried Tsonga (63-7, 6-2, 6-3), réalisant sa première performance de la saison et la deuxième victoire de sa carrière sur un top 10. Il ne pourra malheureusement pas défendre ses chances en 1/8 de finale contre Lucas Pouille. Blessé à la hanche droite, il est contraint d'abandonner dans le 1er set, à 3-0 en faveur de son adversaire. Il se retire des tournois de Budapest et de Munich. Il fait son retour à la compétition à l'occasion du Masters 1000 de Madrid où il sort des qualifications. Il est toutefois éliminé au 1er tour par Jared Donaldson, 78e mondial, (5-7, 3-6). Même résultat à Rome, battu par Pablo Cuevas (4-6, 62-7). Il déclare forfait pour le tournoi de Genève afin de reposer sa hanche, souffrante depuis quelques semaines, en vue de Roland-Garros. Il s'incline Porte d'Auteuil dès le 1er tour contre Horacio Zeballos (5-7, 3-6, 4-6), après avoir servi pour le set dans la 1re manche.
Il commence la saison sur gazon à Bois-le-Duc. Il bat pour son entrée en lice Jordan Thompson (6-4, 6-1) avant d'être éliminé par Alexander Zverev (2-6, 3-6). Il perd la semaine suivante au 1er tour du tournoi du Queen's contre Jo-Wilfried Tsonga (2-6, 2-6). Il participe ensuite à la première édition du tournoi d'Antalya et se qualifie pour la finale après avoir battu Fernando Verdasco, 35e mondial (2-6, 7-5, 6-2), après avoir été mené 6-2, 4-1 et Andreas Seppi (6-4, 6-4). Il perd face à Yuichi Sugita (1-6, 64-7). À Wimbledon, il s'impose au 1er tour sur abandon face à Feliciano López (5-7, 6-1, 6-1, 4-3, ab.), puis prend sa revanche sur Sugita en 5 sets et plus de 3 h 30 de match (6-1, 5-7, 4-6, 7-62, 6-2) et bat ensuite son compatriote Gaël Monfils (7-63, 4-6, 5-7, 6-3, 6-2) après 3 h 31 de jeu intense. Il rallie ainsi pour la deuxième fois de sa carrière la deuxième semaine du Grand Chelem londonien. Il retrouve Novak Djokovic en 1/8 de finale mais s'incline en 3 sets (2-6, 65-7, 4-6) et 2 h 15. Il clôt sa belle saison sur gazon par le tournoi de Newport où il est surpris dès son entrée en lice par Tobias Kamke, 165e mondial, (65-7, 5-7).
Il entame sa saison estivale par un quart de finale au tournoi de Cabo San Lucas, s'inclinant contre Tomáš Berdych (6-4, 3-6, 4-6). Il enchaîne avec le Masters 1000 de Montréal où il écarte Daniil Medvedev, puis crée l'exploit contre Milos Raonic, 10e mondial (6-4, 6-4). Il s'impose enfin face au Sud-Coréen Chung Hyeon et rallie ainsi pour la première fois de sa carrière les 1/4 de finale d'un Masters 1000, mais chute face à la vedette canadienne de 18 ans Denis Shapovalov, 143e mondial, en 3 sets (6-2, 3-6, 4-6). Il enchaîne la semaine suivante au Masters 1000 de Cincinnati en battant d'abord Robin Haase (2-6, 7-68, 6-2), après avoir sauvé 2 balles de match, puis Sam Querrey (6-2, 7-64) avant de s'incliner en 1/8 de finale contre Dominic Thiem (64-7, 63-7). Il clôt sa tournée américaine par l'US Open où il arrive en pleine confiance. Il écarte pour son entrée en lice Ričardas Berankis (6-2, 6-4, 6-2), puis s'impose contre Bjorn Fratangelo (6-3, 64-7, 6-1, 6-2). Il ne parvient pas à prendre sa revanche sur Dominic Thiem au 3e tour (5-7, 3-6, 4-6) en 2 h 12, malgré un match complet et dynamique des deux côtés.
En septembre, il est sélectionné pour la première fois de sa carrière en tant que remplaçant pour la demi-finale de Coupe Davis contre la Serbie, palliant le forfait de Gaël Monfils. Il enchaîne quelques jours plus tard avec le tournoi de Saint-Pétersbourg où il est sèchement battu lors de son entrée en lice par Liam Broady, 242e mondial (6-2, 4-6, 0-6). Il entame ensuite la tournée asiatique par le tournoi de Tokyo où il écarte coup sur coup Go Soeda, Jiří Veselý et Yuichi Sugita. En demi-finale, il signe le plus bel exploit de sa carrière en éliminant Marin Čilić, 5e mondial, (65-7, 6-4, 6-0) et rallie ainsi sa 1re finale en ATP 500. Malheureusement, le Français échoue pour la quatrième fois en finale, s'inclinant contre David Goffin (3-6, 5-7) en 1 h 25. Il ne confirme pas lors du Masters 1000 de Shanghai la semaine suivante, perdant au 1er tour contre Kevin Anderson (3-6, 1-6). Il enchaîne ensuite avec le tournoi de Moscou. Tête de série no 3, il bat Lukáš Rosol et Dudi Sela mais est surpris en 1/4 de finale par Ričardas Berankis 169e) (6-3, 4-6, 1-6). Présent la semaine suivante à Bâle, il confirme sa bonne forme en écartant tout d'abord Ruben Bemelmans (7-60, 4-6, 6-1), puis prend sa revanche sur Denis Shapovalov (4-6, 6-1, 6-2) avant de déstabiliser Roger Federer en 1/4 de finale contre qui il finit par s'incliner en 3 sets (6-4, 1-6, 3-6). Il clôt sa belle saison par le Masters 1000 de Paris-Bercy où il écarte facilement David Ferrer au 1er tour (6-2, 6-4) avant de chuter à nouveau face à David Goffin au tour suivant (2-6, 6-2, 2-6).

### 2018. Début dans le top 25 en simple et1retitularisation en Coupe Davis
Adrian Mannarino entame sa saison à Sydney. Il écarte Evgeny Donskoy, puis Ričardas Berankis avant de s'incliner en quart de finale contre Fabio Fognini (7-64, 64-7, 2-6). Il enchaîne ensuite avec l'Open d'Australie où il domine au premier tour le repêché Matteo Berrettini, puis Jiří Veselý avant de chuter contre Dominic Thiem (4-6, 2-6, 5-7). En dépit de son élimination au troisième tour, il profite du forfait tardif de Kei Nishikori et de l'élimination prématurée de Milos Raonic au premier tour pour atteindre à l'issue du tournoi la 25e place mondiale, son meilleur classement.
Début février, il est appelé en urgence par Yannick Noah pour pallier le forfait de Jo-Wilfried Tsonga à l'occasion du premier tour de Coupe Davis contre les Pays-Bas. C'est à la suite d'un torticolis de Lucas Pouille qu'Adrian Mannarino devient titulaire pour jouer le premier match, une première dans sa carrière. Insuffisamment préparé compte tenu du délai qu'il y a eu entre l'appel du capitaine et son arrivée à Albertville (il est arrivé moins de 24 h avant le début de la rencontre), il s'incline en trois sets contre Thiemo de Bakker (369e). Sa victoire en 5 sets et 4 h 20 sur Robin Haase permet à la France de se qualifier pour les quarts de finale. Il est alors le 88e Français à participer à cette compétition. Il enchaîne trois jours plus tard avec le tournoi de Sofia où il est éliminé d'entrée par Márcos Baghdatís (7-64, 3-6, 1-6). Il s'envole dans la foulée pour les États-Unis où il prend part à la première édition du tournoi de Long Island. Exempté du premier tour, il profite tout d'abord de l'abandon de Peter Gojowczyk dans le troisième set, puis domine Adrián Menéndez Maceiras avant de s'incliner en demi-finale contre Sam Querrey (7-65, 5-7, 3-6). Il se hisse à l'issue du tournoi à la 24e place mondiale, son meilleur classement.
Tête de série no 20 à Indian Wells, il écarte pour son entrée en lice Peter Polansky avant de perdre au troisième tour face à Jérémy Chardy (5-7, 6-4, 1-6). À Miami, il est éliminé d'entrée par Steve Johnson (3-6, 3-6). Il est ensuite retenu par Yannick Noah pour disputer le quart de finale de Coupe Davis contre l'Italie aux côtés de Jérémy Chardy, Pierre-Hugues Herbert, Nicolas Mahut et Lucas Pouille mais ne joue aucun match.
Il entame sa saison sur terre battue à Monte-Carlo où il est éliminé d'entrée par Gilles Simon (3-6, 6-4, 2-6). Exempté du premier tour la semaine suivante à Barcelone, il écarte pour son entrée en lice Pablo Cuevas avant de perdre en huitième de finale face à Pablo Carreño Busta (2-6, 6-4, 66-7) après s'être procuré trois balles de match. À Madrid, il est sorti dès le premier tour par Diego Schwartzman (1-6, 3-6). Même performance à Rome où il s'incline contre le 140e mondial Lorenzo Sonego (2-6, 7-64, 6-3), puis à tournoi de Lyon face à Guillermo García-López (3-6, 6-4, 1-6). Il conclut sa tournée sur terre par une cinquième défaite d'affilée à Roland-Garros contre Steve Johnson (61-7, 2-6, 2-6).
Il commence la saison sur gazon par le tournoi de Bois-le-Duc. Malgré son statut de tête de série no 1, il est sorti d'entrée par son compatriote Jérémy Chardy (4-6, 4-6). Il enchaîne avec le tournoi du Quuen's où il domine d'abord Daniel Evans, puis Julien Benneteau avant de s'incliner en quart de finale contre Novak Djokovic (5-7, 1-6). Présent la semaine suivante au tournoi d'Antalya dont il est le finaliste sortant, il s'impose tour à tour contre Ričardas Berankis, João Sousa et Gaël Monfils. Il chute pour la cinquième fois en finale contre Damir Džumhur (1-6, 6-1, 1-6). À Wimbledon, il domine Cristian Garín, Ryan Harrison, puis Daniil Medvedev en 5 sets avant d'être battu par Roger Federer en huitième de finale (0-6, 5-7, 4-6), là où il s'était arrêté l'an passé. Il conclut sa saison sur gazon par le tournoi de Newport où il est tête de série no 1. Il domine Jordan Thompson pour son entrée en lice avant de s'incliner en quart de finale contre Marcel Granollers (3-6, 1-6).
Il fait son retour sur dur à l'occasion du tournoi de Cabo San Lucas où il écrase pour son entrée en lice Elias Ymer en ne lui laissant que 2 jeux avant de chuter au tour suivant contre Cameron Norrie (4-6, 4-6). Il est ensuite éliminé dès le premier tour du Masters 1000 de Toronto par Sam Querrey (2-6, 5-7). À Cincinnati, il s'impose sur le fil contre Marco Cecchinato en sauvant une balle de match avant de s'incliner contre Novak Djokovic au deuxième tour en remportant néanmoins un set (6-4, 2-6, 1-6). Enfin, il s'incline dès son entrée en lice à l'US Open contre Frances Tiafoe (1-6, 4-6, 6-4, 4-6).
Il enchaîne ensuite quatre défaites d'affilée à Metz contre Márton Fucsovics (3-6, 2-6), à Chengdu face à Malek Jaziri (3-6, 65-7), à Tokyo, dont il est le finaliste sortant, contre Milos Raonic (3-6, 4-6) et à Shanghai face à Andreas Seppi (4-6, 4-6).

### 2019: Premier titre ATP à Bois-le-Duc et finales à Zhuhai et à Moscou
Le Français commence très mal sa saison avec six défaites d'affilée, contre le Serbe Dušan Lajović à Doha, contre l'Australien Jordan Thompson à Sydney, contre le Sud-Africain Kevin Anderson à l'Open d'Australie, contre l'Autrichien Jurij Rodionov au Challenger de Rennes, contre l'Allemand Yannick Maden à Sofia et contre l'Américain Reilly Opelka à Long Island.
À Delray Beach, il gagne le premier match de sa saison face au Canadien Brayden Schnur. Il enchaîne ensuite avec une victoire face à l'Ouzbek Denis Istomin puis s'incline face à John Isner.
En mars, il participe au Masters 1000 d'Indian Wells et celui de Miami. Il passe à chaque fois le premier tour, puis chute au suivant.
Il réalise une tournée sur terre battue décevante en ne gagnant que 5 matchs. 2 au Challenger de Bordeaux, face à l'Italien Gian Marco Moroni et face au Français Maxime Janvier, 2 au Masters 1000 de Madrid, face à l'Espagnol Jorge Plans et au Portugais João Sousa et le dernier à Roland-Garros face à l'Italien Stefano Travaglia, en 5 sets, qui sera sa seule victoire en Grand Chelem de la saison.
Il enchaîne à Bois-le-Duc sur gazon. Il y atteint la finale, la 7e de sa carrière, en battant le local Thiemo de Bakker, l'Espagnol Fernando Verdasco, le Belge David Goffin et le Croate Borna Ćorić. Alors qu'il avait perdu toutes les finales qu'il avait disputées, il finit par remporter son premier titre face à l'Australien Jordan Thompson, qui, lui, disputait sa première finale.
Il réalise une tournée américaine assez correcte dans l'ensemble, avec deux huitièmes de finale à Montréal et à Cincinnati. Mais à l'US Open, il se fait sortir au premier tour par Daniel Evans, en quatre sets.
À Zhuhai, il bat le local Zhang Ze, le Grec et septième mondial Stéfanos Tsitsipás, le Bosnien Damir Džumhur puis l'Espagnol Albert Ramos-Viñolas. En finale, il est battu par l'Australien Alex De Minaur 7-64, 6-4.
À Moscou, il bat le Bosnien Damir Džumhur, le Kazakh Mikhail Kukushkin, le Serbe Dušan Lajović, l'Italien Andreas Seppi. En finale, il perd face au Russe Andrey Rublev.

### 2020. Titre Challenger à Monterrey, dixième finale ATP
La saison commence par des défaites au premier tour. À Doha, il se fait éliminer par Alexander Bublik, à Auckland par Andreas Seppi, à l'Open d'Australie par Dominic Thiem.
Il remporte son premier match de la saison à Montpellier face à Alexei Popyrin, pour finalement chuter face à Gaël Monfils, au second tour, après trois sets.
Il enchaîne de nouveau avec deux défaites au premier tour, à Rotterdam, par Pablo Carreño Busta, et à Delray Beach, par Soon-woo Kwon.
Il remporte son deuxième match de la saison à Acapulco face à Cameron Norrie. Au deuxième tour, malgré une balle de match en sa faveur, il s'incline face à Grigor Dimitrov.
Il est invité au Challenger de Monterrey, où il est tête de série n°1. Après cinq matchs aisément remportés contre Harry Bourchier, Peter Polansky, John-Patrick Smith, Ulises Blanch et Aleksandar Vukic, il remporte le tournoi et assure sa place aux Jeux olympiques d'été de 2020. Néanmoins, à la suite des conditions sanitaires liées au Covid-19, la saison est arrêtée et le Classement ATP gelé, alors qu'il est 38e mondial.
Lors de la reprise à New York, il chute au premier tour face à l’Australien John Millman. À l'US Open, il est pour la première fois tête de série depuis l'US Open 2018. Il remporte son premier match face à l'Italien Lorenzo Sonego en quatre sets. Il gagne au second tour, face à l'Américain et ex-numéro 8 mondial Jack Sock puis s'incline face à  Alexander Zverev.

### 2021: année perturbée par le COVID-19
À l'Open d'Australie, il se hisse au troisième tour après des victoires en trois sets contre Dennis Novak et Miomir Kecmanović. Son parcours prend fin contre l'Allemand Alexander Zverev en trois petits sets (3-6, 3-6, 1-6).
Pendant la saison sur terre battue, il perd au premier tour de chaque tournoi auquel il participe, soit sept défaites de rang.
Mannarino renoue avec le succès lors de la tournée sur gazon, durant laquelle il dispute la demi-finale à Majorque, battu en deux sets par l'Américain Sam Querrey (4-6, 3-6). Au tournoi de Wimbledon, il retrouve le Suisse Roger Federer au premier tour, septuple vainqueur du tournoi. Malgré la perte du premier set 4-6, le Français empoche les deux manches suivantes (7-63, 6-3). Néanmoins, il se blesse au genoux à la fin du quatrième set, perd le set en question puis est contraint à l'abandon.
Il effectue son retour à la compétition à la fin du mois d'août, à l'occasion de l'US Open, dernier tournoi du Grand Chelem de la saison. Il affronte au premier tour son compatriote Pierre-Hugues Herbert. Malgré la perte des deux premières manches, il réussit à renverser la situation pour s'imposer en cinq manches (3-6, 4-6, 6-4, 6-3, 6-3). Il joue son deuxième tour contre le Grec Stefanos Tsitsipas.

### 2022. 1/8 de finale à l'Open d'Australie et2etitre ATP
Il commence l'année 2022 en battant le Polonais Hubert Hurkacz, 11e mondial, au 2e tour tour de l'Open d'Australie, puis le Russe Aslan Karatsev, 15e mondial au 3e tour du tournoi, après un combat épique de 4 h 40. Il retrouve ensuite Rafael Nadal en huitièmes de finale, où il s'incline en 3 sets.
Il remporte le deuxième titre de sa carrière à l'Open de Winston-Salem en dominant le Serbe Laslo Djere en deux sets en finale.

### 2023. Meilleure saison: retour au sommet de sa carrière, 3 titres ATP,2equart de finale en Masters 1000 et finale à Majorque
Adrian Mannarino commence sa saison 2023 en représentant la France lors de l’United Cup. Placée dans le groupe F aux côtés de l’Argentine et de la Croatie, la France s’impose 5-0 contre l’Argentine, avec une victoire de Mannarino sur Federico Coria. Cependant, face à la Croatie, il s’incline en trois sets contre Borna Gojo. La France termine finalement deuxième du groupe F.
Lors du Masters 1000 d’Indian Wells, il réalise une belle performance en battant Dominic Thiem, vainqueur en 2019, au premier tour, puis Lorenzo Musetti, tête de série n°19 et 21e mondial, au deuxième tour. Cependant, il perd au troisième tour contre Jannik Sinner, tête de série n°11, après avoir manqué une balle de set dans le tie-break de la première manche. Il poursuit sa belle dynamique au Masters 1000 de Miami. Il bat Ben Shelton (6-4, 3-6, 6-1), tête de série n°32, au deuxième tour, puis crée la surprise en éliminant Hubert Hurkacz (7-65, 7-6), tête de série n°8 et ancien vainqueur du tournoi, pour atteindre les huitièmes de finale. Il y est éliminé par Christopher Eubanks, issu des qualifications.
La saison sur gazon marque un tournant. Au tournoi de Bois-le-Duc, Mannarino bat Daniil Medvedev (4-6, 6-4, 6-2), tête de série n°1 et n°3 mondial, au deuxième tour, signant sa neuvième victoire contre un membre du top 10. Au tournoi du Queen's, il élimine Taylor Fritz (6-4, 7-67), tête de série n°3, au deuxième tour pour signer sa dixième victoire contre un top 10.
Tête de série numéro quatre sur le gazon de Majorque fin juin, il dispose de l'Argentin Guido Pella (3-6, 6-3, 7-6), de son compatriote Corentin Moutet (7-5, 6-2) et de l'Allemand Yannick Hanfmann (7-6, 6-4) quelques jours avant de disputer Wimbledon pour aller en finale de Majorque. Il rencontre le néophyte Christopher Eubanks qui dispute sa première finale sur le circuit. Annoncé favori, il s'incline néanmoins (1-6, 4-6) en un peu plus d'une heure.
Après Wimbledon, il continue la tournée sur gazon en s'envolant pour Newport et assume son statut de tête de série numéro deux en disposant des Australiens Rinky Hijikata (6-3, 6-4) et Jordan Thompson, finaliste à Bois-Le-Duc plus tôt dans la saison (6-0, 6-7, 6-2), de son compatriote Ugo Humbert (6-4, 6-3) ainsi que du jeune Américain Alex Michelsen (6-2, 6-4) en finale pour remporter le troisième titre de sa carrière, le second sur gazon. 

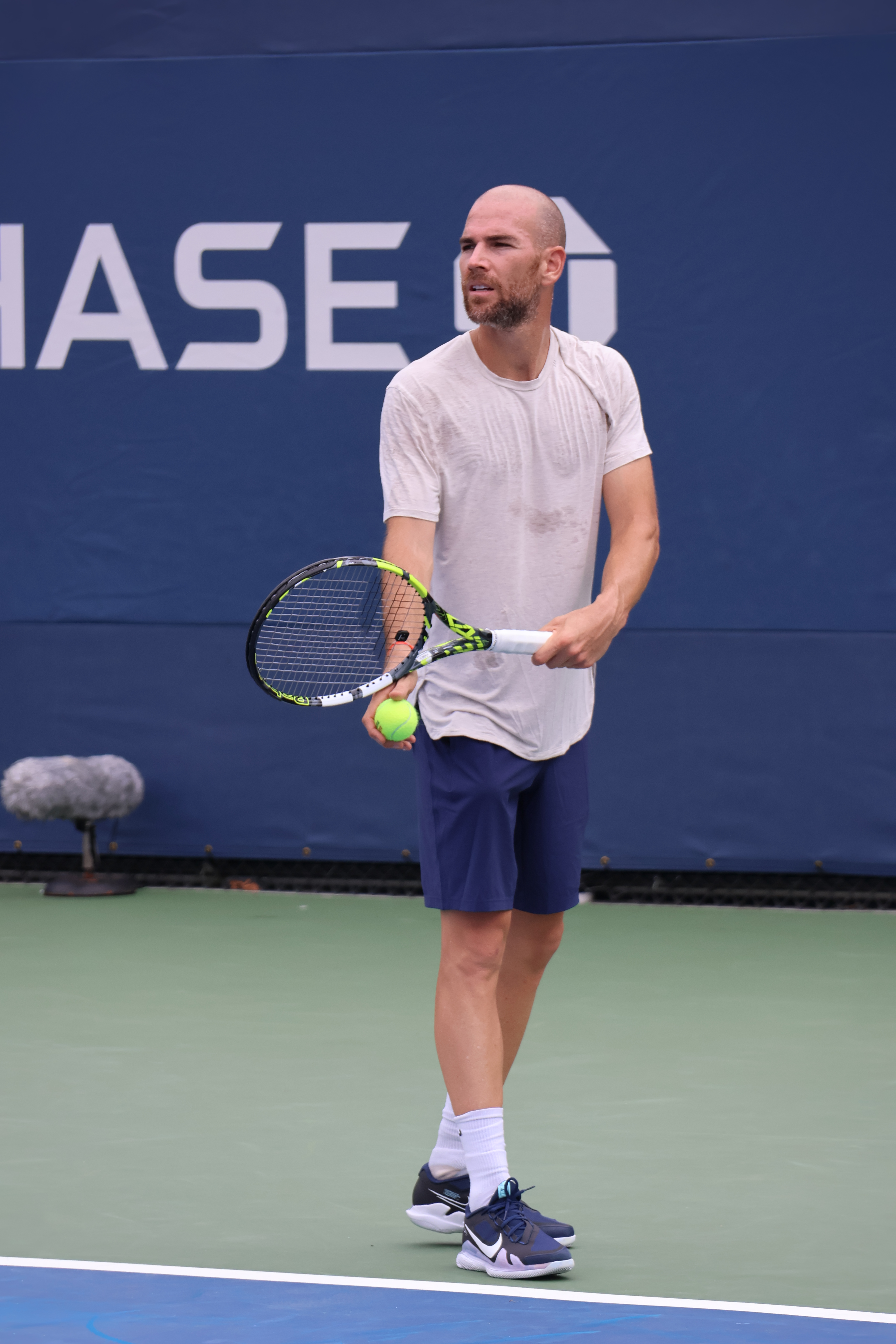
Adrian Mannarino lors de l'US Open 2023.

Il confirme ses progrès de l'année à Cincinnati, où il s'impose contre son compatriote Richard Gasquet (6-4, 6-3) puis contre Félix Auger-Aliassime, en méforme (6-4, 6-4) pour rejoindre les huitièmes de finale. Il profite ensuite de l'abandon de l'Américain Mackenzie McDonald (6-4, 3-0 ab.) pour rejoindre pour la deuxième fois de sa carrière les quarts de finale de Masters 1000. Il tombe alors logiquement contre l'Allemand Alexander Zverev (2-6, 3-6), qu'il n'a jamais battu jusqu'alors. Il atteint ensuite le troisième tour de l'US Open en battant Shintaro Mochizuki et Fábián Marozsán avant de tomber face au 10e mondial Frances Tiafoe en quatre manches. 
Après avoir bien performé en phases de groupe de Coupe Davis, Mannarino s'engage en tant que tête de série à Astana. Il y bat Arthur Rinderknech (7-6, 6-2), Alibek Kachmazov (6-2, 5-7, 6-3), Jurij Rodionov (6-1, 7-6) et Sebastian Ofner (6-4, 6-2) pour accéder à sa troisième finale de l'année qu'il remporte face à l'Américain Sebastian Korda (4-6, 6-3, 6-2). Il s'agit alors de son quatrième titre en carrière, le premier sur dur intérieur.
Au tournoi de Sofia, le dernier de la saison, il enregistre sa 200e victoire sur dur et sa 40e victoire de la saison, un exploit qu’aucun Français n’avait réalisé depuis Gaël Monfils en 2016. Il atteint également sa quinzième finale en battant Sebastian Ofner et Pavel Kotov, et égale son meilleur classement, 22e mondial, obtenu six ans plus tôt en 2018. En finale, il bat Jack Draper (7-66, 2-6, 6-3) pour remporter son quatrième titre ATP, devenant le premier Français à remporter trois titres en une saison depuis Jo-Wilfried Tsonga (4) et Lucas Pouille (3) en 2017.
Début Décembre, Adrian Mannarino crée la polémique en participant, en tant que numéro 1 français, à une exhibition à Saint Petersbourg en Russie qui mène une guerre contre l'Ukraine depuis Février 2022.
La saison 2023 d'Adrian Mannarino se distingue par une remarquable régularité, avec trois titres remportés, dont deux en fin de saison, ainsi qu'un retour dans le top 25 mondial. Ces performances font de lui l'un des joueurs français les plus constants de l'année et marquent une étape majeure dans sa carrière.

### 2024. Entrée dans le top 20, 1/8e à l'Open d'Australie et 300e victoire ATP
Après sa victoire contre Lorenzo Sonego en poule de l'United Cup, Mannarino engrange suffisamment de points ATP pour atteindre la vingtième place mondiale et devient par ailleurs le vingtième Français à entrer dans le top 20 du classement ATP à 35 ans, un record,.
Disposant d'un statut de tête de série à l'Open d'Australie, le Français hérite pourtant d'un adversaire dangereux dès le premier tour en la personne d'un ancien lauréat du tournoi, Stanislas Wawrinka. Mis en difficulté par le suisse, Mannarino s'en sort en cinq manches (6-4, 3-6, 5-7, 6-3, 6-0). En position à priori plus favorable au deuxième tour face à l'espagnol Jaume Munar, beaucoup plus à l'aise sur terre battue, le français se fait peur, et a besoin de cinq sets pour se défaire de son adversaire (6-3, 6-3, 1-6, 2-6, 6-3). Il rencontre par la suite le jeune Américain Ben Shelton, tête de série numéro 16 et demi-finaliste à l'US Open la saison passée, contre qui Mannarino parvient à remporter un troisième marathon en cinq manches d'affilée (7-64, 1-6, 62-7, 6-3, 6-4) dans un match d'une rare qualité et qui a duré 4 h 47. Le français atteint pour la deuxième fois de sa carrière les huitièmes de finale du Grand Chelem australien après l'édition 2022 où son parcours s'était arrêté face à Rafael Nadal. C'est face à un autre monument du tennis, Novak Djokovic, qu'il est opposé cette fois. Ne marquant que trois jeux, il n'existe pas contre la légende Serbe (0-6, 0-6, 3-6), dix fois vainqueur du tournoi.
Après une demi-finale à l'Open de Dallas atteinte après deux abandons en deux matchs, sa saison prend subitement une tout autre tournure. Il dispute 21 tournois jusqu'à l'US Open (inclus), dont 21 tournois en simple et 10 tournois en double, mais ne remporte que 3 matchs en simple (s'inclinant à chaque fois au premier ou au second tour, en étant pourtant souvent classé dans les meilleures têtes de série), et un seul match en double à Atlanta. Il cumule, avant le Challenger de Rennes pour lequel il est la première tête de série, une triste série de 10 défaites consécutives au premier tour en simple. Il se reprend lors de ce dernier tournoi en atteignant les quarts de finale, qu'il perd face à l'étoile montante britannique Jacob Fearnley (6-3, 6-3), puis lors du tournoi de Chengdu en perdant également en quart de finale face au médaillé de bronze olympique et tête de série numéro 1 du tournoi, l'italien Lorenzo Musetti (6-2, 5-7, 6-2). Malgré ces résultats en demi-teinte, il réalise un exploit lors de l'ATP 500 de Pékin en décrochant la 300e victoire ATP de sa carrière en battant l'italien Lorenzo Sonego (1-6, 6-2, 6-3), il est le douzième joueur français avec le plus de victoires ATP. Dans la foulée, Adrian Mannarino confirme sa meilleure forme en atteignant pour la deuxième fois de sa carrière les huitièmes de finale du Masters 1000 de Paris, où il a reçu une invitation pour intégrer directement le grand tableau. Au premier tour, il crée la surprise en battant l'Américain et tête de série numéro 11, Tommy Paul, en deux sets (6-3, 7-5). Il poursuit son parcours face à la jeune pépite belge Zizou Bergs, dans un match accroché qu'il remporte en trois sets (3-6, 6-2, 6-4). Cependant, il s'incline en huitièmes face à l'Australien Jordan Thompson (5-7, 65-7), malgré deux balles de deuxième set consécutives sur son service.
Il termine sa saison 2024 par une défaite au premier tour du Moselle Open face au Chinois Bu Yunchaokete (64-7, 4-6). Cette performance vient conclure une saison marquée par des hauts et des bas, mais qui aura également été jalonnée de moments mémorables et de résultats significatifs.

### 2025. Série noire, fin d'une ère, et sursaut sur gazon
La saison 2025 d'Adrian Mannarino débute difficilement, dans la continuité de son année 2024. Il commence par une défaite au premier tour du Challenger de Nouméa, tournoi qu’il a remporté à trois reprises, face au Japonais Yusuke Takahashi, 530ᵉ mondial, sur le score de 3-6, 0-6. Il enchaîne ensuite neuf autres défaites consécutives, sa seule victoire durant cette période intervenant au premier tour des qualifications du tournoi d'Auckland contre un Dominic Stricker lui aussi en méforme. Il s'incline notamment dès le premier tour de l’Open d’Australie face au Russe Karen Khachanov (65-7, 3-6, 3-6), une défaite lourde de conséquences puisqu’elle le fait sortir du top 100 mondial pour la première fois depuis juillet 2013, mettant ainsi fin à une série de 650 semaines consécutives dans l’élite, une longévité exceptionnelle dans le tennis moderne.
Mannarino met fin à cette série noire en remportant un match face à Stefano Napolitano au Challenger de Morelia (6-3, 6-3). Contre toute attente, c’est sur terre battue, une surface qu’il n’affectionne pas, qu’il parvient à regagner quelques repères. Il remporte son premier match ATP de la saison à Houston en tant que lucky loser face à Yannick Hanfmann (7-65, 6-3), puis atteint les demi-finales du Challenger de Mexico, battant notamment Bernard Tomic.
Cependant, il retombe ensuite dans une nouvelle spirale négative avec six défaites consécutives sur terre, dont une lors des qualifications de Roland-Garros contre Lucas Van Assche (3-6, 5-7). Cette élimination marque la fin d’une série impressionnante de 48 participations consécutives à un tableau principal de Grand Chelem.
C’est sur gazon, sa surface de prédilection, que le Français retrouve des couleurs. Il atteint les quarts de finale du Challenger de Birmingham, puis signe sa deuxième victoire ATP de l’année à Bois-Le-Duc, une nouvelle fois en tant que lucky loser, face à Christopher O'Connell (6-1, 6-3). Il s’incline ensuite honorablement face à Daniil Medvedev, tête de série n°1 (66-7 4-6).
Il se qualifie ensuite pour le tableau principal de Wimbledon via les qualifications, sans trop de difficultés, puis atteint le troisième tour du tournoi pour la première fois depuis 2018. Il élimine Christopher O’Connell au premier tour (6-2, 6-4, 6-3), puis son compatriote Valentin Royer, tombeur de Stefanos Tsitsipas au tour précédent, en quatre sets accrochés (6-4, 6-4, 5-7, 7-61). Il s’incline finalement face à Andrey Rublev (5-7, 2-6, 3-6), après avoir converti seulement une balle de break sur dix. À l’issue du tournoi, il se rapproche à nouveau du top 100 mondial.
Dans la foulée, il s'engage au Challenger de Newport, tournoi récemment rétrogradé après avoir longtemps été un ATP 250, et où il s’était imposé deux ans plus tôt, en 2023. Il y revient avec l’objectif de retrouver le Top 100 et de s’assurer une place dans le tableau principal de l’US Open. Il atteint la finale, en battant notamment Bernard Tomic (4-6, 6-2, 6-1) en quart de finale, puis son jeune compatriote Antoine Ghibaudo en demi-finale (6-2, 7-5). Il s’incline en finale face à l’Américain Zachary Svajda (7-5, 6-3), mais grâce à ce résultat, rentre à nouveau dans le top 100 mondial et valide sa qualification directe pour l’US Open.

## Style de jeu
Mesurant 1 m 80 pour 68 kg, Adrian Mannarino fait plutôt partie des petits gabarits du circuit. Il comble ce manque de puissance par une bonne technique et une préparation courte à la fois en coup droit et en revers qu'il joue à plat ou slicé. Il considère sa volée comme son meilleur coup. Tout en toucher, il doit sa qualité de volée en partie grâce à de bons reflexes,. Il possède également un excellent retour et un bon sens tactique : il est doué pour faire varier le jeu et faire déjouer les joueurs puissants ayant besoin de rythme.
Adrian Mannarino est très à l'aise sur les surfaces rapides telles que le gazon et le dur mais reste souvent en difficulté sur terre battue, où il détient le pire bilan de tous les joueurs ayant joué plus de cinquante matchs dans les tournois ATP sur terre battue depuis la création de l'ATP.

## Palmarès

### Titres en simple messieurs
| No | Date       | Nom et lieu du tournoi             | Catégorie | Dotation    | Surface      | Finaliste       | Score          |          |
| -- | ---------- | ---------------------------------- | --------- | ----------- | ------------ | --------------- | -------------- | -------- |
| 1  | 10-06-2019 | Libéma Open, Bois-le-Duc           | ATP 250   | 635 750 €   | Gazon (ext.) | Jordan Thompson | 7-67, 6-3      | Parcours |
| 2  | 21-08-2022 | Winston-Salem Open, Winston-Salem  | ATP 250   | 731 935 $   | Dur (ext.)   | Laslo Djere     | 7-61, 6-4      | Parcours |
| 3  | 16-07-2023 | Infosys Hall of Fame Open, Newport | ATP 250   | 642 735 $   | Gazon (ext.) | Alex Michelsen  | 6-4, 6-2       | Parcours |
| 4  | 27-09-2023 | Astana Open, Astana                | ATP 250   | 1 017 850 $ | Dur (int.)   | Sebastian Korda | 4-6, 6-3, 6-2  | Parcours |
| 5  | 06-11-2023 | Sofia Open, Sofia                  | ATP 250   | 562 815 €   | Dur (int.)   | Jack Draper     | 7-66, 2-6, 6-3 | Parcours |

### Finales en simple messieurs
| No | Date       | Nom et lieu du tournoi                         | Catégorie | Dotation    | Surface      | Vainqueur           | Score         |          |
| -- | ---------- | ---------------------------------------------- | --------- | ----------- | ------------ | ------------------- | ------------- | -------- |
| 1  | 12-01-2015 | Heineken Open, Auckland                        | ATP 250   | 464 490 $   | Dur (ext.)   | Jiří Veselý         | 6-3, 6-2      | Parcours |
| 2  | 20-07-2015 | Claro Open Colombia, Bogota                    | ATP 250   | 683 515 $   | Dur (ext.)   | Bernard Tomic       | 6-1, 3-6, 6-2 | Parcours |
| 3  | 25-06-2017 | Antalya Open, Antalya                          | ATP 250   | 439 005 $   | Gazon (ext.) | Yuichi Sugita       | 6-1, 7-64     | Parcours |
| 4  | 02-10-2017 | Rakuten Japan Open Tennis Championships, Tokyo | ATP 500   | 1 563 795 $ | Dur (ext.)   | David Goffin        | 6-3, 7-5      | Parcours |
| 5  | 24-06-2018 | Turkish Airlines Open, Antalya                 | ATP 250   | 426 145 €   | Gazon (ext.) | Damir Džumhur       | 6-1, 1-6, 6-1 | Parcours |
| 6  | 15-10-2018 | VTB Kremlin Cup, Moscou                        | ATP 250   | 912 680 $   | Dur (int.)   | Karen Khachanov     | 6-2, 6-2      | Parcours |
| 7  | 23-09-2019 | Huajin Securities Zhuhai Championships, Zhuhai | ATP 250   | 931 335 $   | Dur (ext.)   | Alex De Minaur      | 7-64, 6-4     | Parcours |
| 8  | 14-10-2019 | VTB Kremlin Cup, Moscou                        | ATP 250   | 840 130 $   | Dur (int.)   | Andrey Rublev       | 6-4, 6-0      | Parcours |
| 9  | 26-10-2020 | Astana Open, Noursoultan                       | ATP 250   | 273 345 $   | Dur (int.)   | John Millman        | 7-5, 6-1      | Parcours |
| 10 | 25-06-2023 | Mallorca Championships, Majorque               | ATP 250   | 915 630 €   | Gazon (ext.) | Christopher Eubanks | 6-1, 6-4      | Parcours |

### Finale en double messieurs
| No | Date       | Nom et lieu du tournoi | Catégorie | Dotation    | Surface    | Vainqueurs               | Partenaire     | Score    |          |
| -- | ---------- | ---------------------- | --------- | ----------- | ---------- | ------------------------ | -------------- | -------- | -------- |
| 1  | 03-10-2022 | Astana Open Astana     | ATP 500   | 1 900 000 $ | Dur (int.) | Nikola Mektić Mate Pavić | Fabrice Martin | 6-4, 6-2 | Parcours |

## Palmarès en tournoisChallenger

### Titres en simple (14)
|    | Année | Tournoi                                              | Surface    | Finaliste                | Score          |
| -- | ----- | ---------------------------------------------------- | ---------- | ------------------------ | -------------- |
| 1  | 2008  | Caversham International Tennis Tournament, Jersey    | Dur (ext.) | Andreas Beck             | 7-64, 7-64     |
| 2  | 2010  | American Express - TED Open, Istanbul                | Dur (ext.) | Mikhail Kukushkin        | 6-4, 3-6, 6-3  |
| 3  | 2010  | Ethias Trophy, Mons                                  | Dur (int.) | Steve Darcis             | 7-5, 6-2       |
| 4  | 2013  | Internationaux de Nouvelle-Calédonie, Nouméa         | Dur (ext.) | Andrej Martin            | 6-4, 6-3       |
| 5  | 2013  | BH Telecom Indoors, Sarajevo                         | Dur (int.) | Dustin Brown             | 7-63, 7-62     |
| 6  | 2014  | Trofeo Ricardo Delgado Aray, Manta                   | Dur (ext.) | Guido Andreozzi          | 4-6, 6-3, 6-2  |
| 7  | 2014  | Open Castilla y León, Ségovie                        | Dur (ext.) | Adrián Menéndez-Maceiras | 6-3, 6-0       |
| 8  | 2014  | AMEX Istanbul Challenger, Istanbul                   | Dur (ext.) | Tatsuma Ito              | 6-0, 2-0 ab.   |
| 9  | 2014  | Knoxville Challenger, Knoxville                      | Dur (int.) | Sam Groth                | 3-6, 7-66, 6-4 |
| 10 | 2014  | JSM Challenger of Champaign-Urbana, Champaign        | Dur (int.) | Frederik Nielsen         | 6-2, 6-2       |
| 11 | 2016  | Challenger BNP Paribas de Nouvelle-Calédonie, Nouméa | Dur (ext.) | Alejandro Falla          | 5-7, 6-2, 6-2  |
| 12 | 2017  | Challenger BNP Paribas de Nouvelle-Calédonie, Nouméa | Dur (ext.) | Nikola Milojević         | 6-3, 7-5       |
| 13 | 2017  | Open BNP Paribas Banque de Bretagne, Quimper         | Dur (int.) | Peter Gojowczyk          | 6-4, 6-4       |
| 14 | 2020  | Abierto GNP Seguros, Monterrey                       | Dur (ext.) | Aleksandar Vukic         | 6-1, 6-3       |

## Parcours dans les tournois duGrand Chelem

### En simple
| Année | Open d'Australie | Open d'Australie | Internationaux de France | Internationaux de France | Wimbledon       | Wimbledon         | US Open         | US Open            |
| ----- | ---------------- | ---------------- | ------------------------ | ------------------------ | --------------- | ----------------- | --------------- | ------------------ |
| 2006  | —                | —                | Q2                       | Steve Darcis             | —               | —                 | —               | —                  |
| 2007  | —                | —                | Q1                       | Marin Čilić              | —               | —                 | —               | —                  |
| 2008  | —                | —                | 1er tour (1/64)          | Diego Junqueira          | Q1              | Pavel Chekhov     | Q2              | Gilles Müller      |
| 2009  | 1er tour (1/64)  | F. Verdasco      | 1er tour (1/64)          | Tommy Robredo            | 1er tour (1/64) | Marc Gicquel      | Q2              | Ricardo Mello      |
| 2010  | —                | —                | Q3                       | Somdev Devvarman         | Q3              | Jesse Huta Galung | 2e tour (1/32)  | F. Verdasco        |
| 2011  | 2e tour (1/32)   | Richard Gasquet  | 1er tour (1/64)          | Guillaume Rufin          | 2e tour (1/32)  | Roger Federer     | 1er tour (1/64) | Florian Mayer      |
| 2012  | 1er tour (1/64)  | J. M. del Potro  | 1er tour (1/64)          | Fabio Fognini            | Q1              | Jesse Levine      | Q3              | Matthias Bachinger |
| 2013  | 1er tour (1/64)  | J. M. del Potro  | 1er tour (1/64)          | Pablo Cuevas             | 1/8 de finale   | Łukasz Kubot      | 3e tour (1/16)  | Roger Federer      |
| 2014  | 2e tour (1/32)   | David Ferrer     | 2e tour (1/32)           | G. García-López          | 2e tour (1/32)  | Tommy Robredo     | 3e tour (1/16)  | R. Bautista-Agut   |
| 2015  | 2e tour (1/32)   | Feliciano López  | 1er tour (1/64)          | Jürgen Melzer            | 2e tour (1/32)  | Gaël Monfils      | 2e tour (1/32)  | Andy Murray        |
| 2016  | 1er tour (1/64)  | Sam Groth        | 2e tour (1/32)           | Milos Raonic             | 2e tour (1/32)  | Novak Djokovic    | 1er tour (1/64) | Ryan Harrison      |
| 2017  | 1er tour (1/64)  | Karen Khachanov  | 1er tour (1/64)          | Horacio Zeballos         | 1/8 de finale   | Novak Djokovic    | 3e tour (1/16)  | Dominic Thiem      |
| 2018  | 3e tour (1/16)   | Dominic Thiem    | 1er tour (1/64)          | Steve Johnson            | 1/8 de finale   | Roger Federer     | 1er tour (1/64) | Frances Tiafoe     |
| 2019  | 1er tour (1/64)  | Kevin Anderson   | 2e tour (1/32)           | Gaël Monfils             | 1er tour (1/64) | Marin Čilić       | 1er tour (1/64) | Daniel Evans       |
| 2020  | 1er tour (1/64)  | Dominic Thiem    | 1er tour (1/64)          | A. Ramos-Viñolas         | Annulé          | Annulé            | 3e tour (1/16)  | Alexander Zverev   |
| 2021  | 3e tour (1/16)   | Alexander Zverev | 1er tour (1/64)          | Aljaž Bedene             | 1er tour (1/64) | Roger Federer     | 2e tour (1/32)  | Stéfanos Tsitsipás |
| 2022  | 1/8 de finale    | Rafael Nadal     | 1er tour (1/64)          | Federico Delbonis        | 2e tour (1/32)  | Tommy Paul        | 1er tour (1/64) | Gijs Brouwer       |
| 2023  | 2e tour (1/32)   | Alex de Minaur   | 1er tour (1/64)          | Ugo Humbert              | 2e tour (1/32)  | Daniil Medvedev   | 3e tour (1/16)  | Frances Tiafoe     |
| 2024  | 1/8 de finale    | Novak Djokovic   | 1er tour (1/64)          | Giulio Zeppieri          | 1er tour (1/64) | Gaël Monfils      | 2e tour (1/32)  | David Goffin       |
| 2025  | 1er tour (1/64)  | Karen Khachanov  | Q1                       | Luca Van Assche          | 3e tour (1/16)  | Andrey Rublev     |                 |                    |

N.B. : à droite du résultat se trouve le nom de l'ultime adversaire.

### En double messieurs
| Année | Open d'Australie                                                                         | Open d'Australie                                                                      | Internationaux de France                                                               | Internationaux de France                                                                    | Wimbledon                                                                                    | Wimbledon | US Open | US Open |
| ----- | ---------------------------------------------------------------------------------------- | ------------------------------------------------------------------------------------- | -------------------------------------------------------------------------------------- | ------------------------------------------------------------------------------------------- | -------------------------------------------------------------------------------------------- | --------- | ------- | ------- |
| 2008  | —                                                                                        | —                                                                                     | 1er tour (1/32) J. Eysseric \|\| style="text-align:left;" \| C. Kas R. Wassen          | —                                                                                           | —                                                                                            | —         | —       |         |
|       |                                                                                          |                                                                                       |                                                                                        |                                                                                             |                                                                                              |           |         |         |
| 2012  | —                                                                                        | —                                                                                     | 1er tour (1/32) B. Paire \|\| style="text-align:left;" \| A. Dolgopolov D. Molchanov   | —                                                                                           | —                                                                                            | —         | —       |         |
| 2013  | —                                                                                        | —                                                                                     | 1er tour (1/32) B. Paire \|\| style="text-align:left;" \| Max Mirnyi Horia Tecău       | —                                                                                           | —                                                                                            | —         | —       |         |
| 2014  | 1er tour (1/32) R. Junaid \|\| style="text-align:left;" \| R. Bopanna A.-U.-H. Qureshi   | 1er tour (1/32) B. Paire \|\| style="text-align:left;" \| J.-J. Rojer Horia Tecău     | —                                                                                      | —                                                                                           | —                                                                                            | —         |         |         |
| 2015  | 1er tour (1/32) R. Junaid \|\| style="text-align:left;" \| O. Jasika J.-P. Smith         | —                                                                                     | —                                                                                      | 1er tour (1/32) L. Pouille \|\| style="text-align:left;" \| Łukasz Kubot Max Mirnyi         | 2e tour (1/16) F. Martin \|\| style="text-align:left;" \| Raven Klaasen Rajeev Ram           |           |         |         |
| 2016  | 1/2 finale L. Pouille \|\| style="text-align:left;" \| Jamie Murray Bruno Soares         | 1er tour (1/32) L. Pouille \|\| style="text-align:left;" \| O. Marach F. Martin       | 1er tour (1/32) L. Pouille \|\| style="text-align:left;" \| P.-H. Herbert N. Mahut     | 1er tour (1/32) P.-H. Mathieu \|\| style="text-align:left;" \| Dušan Lajović Viktor Troicki |                                                                                              |           |         |         |
| 2017  | 1er tour (1/32) A. Shamasdin \|\| style="text-align:left;" \| P.-H. Herbert N. Mahut     | 2e tour (1/16) Q. Halys \|\| style="text-align:left;" \| R. Dutra Silva Paolo Lorenzi | 1er tour (1/32) P. Lorenzi \|\| style="text-align:left;" \| Scott Clayton Jonny O'Mara | 2e tour (1/16) A. Seppi \|\| style="text-align:left;" \| F. López Marc López                |                                                                                              |           |         |         |
| 2018  | —                                                                                        | —                                                                                     | —                                                                                      | —                                                                                           | 1er tour (1/32) J. Benneteau \|\| style="text-align:left;" \| Frederik Nielsen Joe Salisbury | —         | —       |         |
| 2019  | 2e tour (1/16) Andreas Mies \|\| style="text-align:left;" \| Bob Bryan Mike Bryan        | 1er tour (1/32) U. Humbert \|\| style="text-align:left;" \| B. Bonzi A. Hoang         | —                                                                                      | —                                                                                           | 1er tour (1/32) Gilles Simon \|\| style="text-align:left;" \| Raven Klaasen Michael Venus    |           |         |         |
| 2020  | 2e tour (1/16) G. Barrère \|\| style="text-align:left;" \| Austin Krajicek Franko Škugor | 2e tour (1/16) B. Paire \|\| style="text-align:left;" \| B. Bonzi A. Hoang            | Annulé                                                                                 | Annulé                                                                                      | —                                                                                            | —         |         |         |
| 2021  | 1er tour (1/32) Gilles Simon \|\| style="text-align:left;" \| M. Daniell P. Oswald       | 1er tour (1/32) Q. Halys \|\| style="text-align:left;" \| Hugo Nys Tim Pütz           | —                                                                                      | —                                                                                           | 1er tour (1/32) P. Cuevas \|\| style="text-align:left;" \| Tomislav Brkić Nikola Čačić       |           |         |         |
| 2022  | 1er tour (1/32) Hugo Nys \|\| style="text-align:left;" \| Ivan Dodig Marcelo Melo        | 2e tour (1/16) A. Olivetti \|\| style="text-align:left;" \| M. Granollers H. Zeballos | 1er tour (1/32) U. Humbert \|\| style="text-align:left;" \| J. S. Cabal Robert Farah   | 1/8 de finale Q. Halys \|\| style="text-align:left;" \| M. Arévalo J.-J. Rojer              |                                                                                              |           |         |         |
| 2023  | 1er tour (1/32) Q. Halys \|\| style="text-align:left;" \| A. Göransson M.-A. Hüsler      | —                                                                                     | —                                                                                      | 2e tour (1/16) A. Davidovich Fokina \|\| style="text-align:left;" \| Hugo Nys J. Zieliński  | 2e tour (1/16) A. Rinderknech \|\| style="text-align:left;" \| M. González A. Molteni        |           |         |         |
| 2024  | 2e tour (1/16) Q. Halys \|\| Forfait                                                     | 1er tour (1/32) F. Martin \|\| style="text-align:left;" \| M. Granollers H. Zeballos  | —                                                                                      | —                                                                                           | 1er tour (1/32) A. Rinderknech \|\| style="text-align:left;" \| T. Monteiro M. Navone        |           |         |         |
| 2025  | —                                                                                        | —                                                                                     | 1er tour (1/32) G. Barrère \|\| style="text-align:left;" \| F. Reboul S. Doumbia       | —                                                                                           | —                                                                                            | —         | —       |         |

N.B. : le nom du partenaire se trouve sous le résultat ; les noms des ultimes adversaires se trouvent à droite.

### En double mixte
| Année | Open d'Australie | Open d'Australie | Internationaux de France     | Internationaux de France    | Wimbledon | Wimbledon | US Open | US Open |
| ----- | ---------------- | ---------------- | ---------------------------- | --------------------------- | --------- | --------- | ------- | ------- |
| 2014  | —                | —                | 1er tour (1/16) M. Johansson | Alizé Lim Jérémy Chardy     | —         | —         | —       | —       |
| 2015  | —                | —                | 1er tour (1/16) M. Johansson | K. Mladenovic Daniel Nestor | —         | —         | —       | —       |

N.B. : le nom de la partenaire se trouve sous le résultat ; les noms des ultimes adversaires se trouvent à droite.

## Parcours dans lesMasters 1000
| Année | Indian Wells            | Miami                    | Monte-Carlo              | Rome                 | Hambourg puis Madrid      | Canada                      | Cincinnati              | Madrid puis Shanghai | Paris                     |
| ----- | ----------------------- | ------------------------ | ------------------------ | -------------------- | ------------------------- | --------------------------- | ----------------------- | -------------------- | ------------------------- |
| 2008  | —                       | —                        | —                        | —                    | —                         | —                           | —                       | —                    | 1er tour D. Toursounov    |
|       |                         |                          |                          |                      |                           |                             |                         |                      |                           |
| 2011  | 1er tour S. Devvarman   | 1er tour R. Ramírez      | —                        | 1er tour J. Nieminen | 2e tour D. Ferrer         | 1er tour A. Bogomolov       | —                       | —                    | 2e tour R. Federer        |
|       |                         |                          |                          |                      |                           |                             |                         |                      |                           |
| 2013  | —                       | —                        | —                        | —                    | —                         | —                           | 1er tour J. Chardy      | —                    | 1er tour S. Giraldo       |
| 2014  | 1er tour A. González    | 2e tour J.-W. Tsonga     | —                        | —                    | —                         | —                           | —                       | —                    | 2e tour T. Berdych        |
| 2015  | 1/8 de finale A. Murray | 1/8 de finale D. Thiem   | 1er tour M. Granollers   | 1er tour M. Ilhan    | 1er tour J. Isner         | 1er tour J. Sock            | 1er tour A. Seppi       | 1er tour J. Isner    | 1er tour D. Thiem         |
| 2016  | 3e tour J. Isner        | 3e tour A. Kuznetsov     | 1er tour T. Daniel       | —                    | —                         | —                           | 1er tour R. Gasquet     | —                    | 1er tour V. Troicki       |
| 2017  | 2e tour R. Bautista     | 1/8 de finale T. Berdych | 1/8 de finale L. Pouille | 1er tour P. Cuevas   | 1er tour J. Donaldson     | 1/4 de finale D. Shapovalov | 1/8 de finale D. Thiem  | 1er tour K. Anderson | 2e tour D. Goffin         |
| 2018  | 3e tour J. Chardy       | 2e tour S. Johnson       | 1er tour G. Simon        | 1er tour L. Sonego   | 1er tour D. Schwartzman   | 1er tour S. Querrey         | 2e tour N. Djokovic     | 1er tour A. Seppi    | 2e tour K. Nishikori      |
| 2019  | 2e tour K. Nishikori    | 2e tour D. Medvedev      | 1er tour C. Norrie       | —                    | 2e tour S. Tsitsipás      | 1/8 de finale F. Fognini    | 1/8 de finale D. Goffin | —                    | 2e tour R. Nadal          |
| 2020  | n.o.                    | n.o.                     | n.o.                     | 1er tour M. Raonic   | n.o.                      | n.o.                        | 1er tour J. Millman     | n.o.                 | 1/8 de finale A. Zverev   |
| 2021  | 1er tour A. Murray      | 3e tour D. Schwartzman   | 1er tour F. Delbonis     | 1er tour H. Dellien  | 1er tour C. Alcaraz       | —                           | —                       | n.o.                 | 2e tour G. Monfils        |
| 2022  | 1er tour B. Nakashima   | 1er tour N. Kyrgios      | —                        | —                    | —                         | 2e tour J. Sinner           | —                       | n.o.                 | 1er tour H. Hurkacz       |
| 2023  | 3e tour J. Sinner       | 1/8 de finale C. Eubanks | —                        | 1er tour T. Monteiro | 1er tour T. M. Etcheverry | 1er tour T. Daniel          | 1/4 de finale A. Zverev | 3e tour A. Rublev    | 1er tour v. d. Zandschulp |
| 2024  | 3e tour G. Dimitrov     | 2e tour Y. Hanfmann      | —                        | 2e tour Zhang Z.     | 2e tour F. Auger          | 1er tour A. Rinderknech     | 1er tour N. Borges      | 1er tour Z. Svajda   | 1/8 de finale J. Thompson |
| 2025  | —                       | —                        | —                        | —                    | —                         | 2e tour B. Shelton          | 1/8 de finale J. Sinner |                      |                           |

N.B. : sous le résultat se trouve le nom de l’ultime adversaire.

## Parcours enCoupe Davis
| #                                                           | Date          | Lieu        | Surface    | Gagnant(s)       | Perdant(s)       | Score                     |          |  |
|                                                             |               |             |            |                  |                  |                           |          |  |
| 2018 - 1er tour (groupe mondial) - France - Pays-Bas 3:1    |               |             |            |                  |                  |                           |          |  |
| 1                                                           | 02-04/02/2018 | Albertville | Dur (int.) | Thiemo de Bakker | Adrian Mannarino | 7-64, 6-3, 6-3            | Parcours |  |
| 1                                                           | 02-04/02/2018 | Albertville | Dur (int.) | Adrian Mannarino | Robin Haase      | 4-6, 7-65, 7-5, 62-7, 7-5 | Parcours |  |
| 2021 - Poules (Phase Finale) - France - Tchéquie 2:1        |               |             |            |                  |                  |                           |          |  |
| 2                                                           | 25-25/11/2021 | Innsbruck   | Dur (int.) | Adrian Mannarino | Jiří Veselý      | 6-71, 6-4, 6-2            | Parcours |  |
| 2021 - Poules (Phase Finale) - France - Grande-Bretagne 1:2 |               |             |            |                  |                  |                           |          |  |
| 3                                                           | 27-27/11/2021 | Innsbruck   | Dur (int.) | Daniel Evans     | Adrian Mannarino | 7-5, 6-4                  | Parcours |  |
| 2022 - 1er tour Qualification - France - Equateur 4:0       |               |             |            |                  |                  |                           |          |  |
| 4                                                           | 04-05/03/2022 | Pau         | Dur (int.) | Adrian Mannarino | Roberto Quiroz   | 6-71, 6-4, 4-6, 6-1       | Parcours |  |
| 2022 - Poules (Phase Finale) - Allemagne - France 2:1       |               |             |            |                  |                  |                           |          |  |
| 5                                                           | 27-27/11/2022 | Hambourg    | Dur (int.) | Adrian Mannarino | Oscar Otte       | 6-4, 6-3                  | Parcours |  |
| 2023 - 1er tour Qualification - Hongrie - France 2:3        |               |             |            |                  |                  |                           |          |  |
| 6                                                           | 03-04/02/2023 | Tatabánya   | Dur (int.) | Adrian Mannarino | Marton Fucsovics | 7-66, 6-2                 | Parcours |  |
| 2023 - Poules (Phase Finale) - France - Suisse 3:0          |               |             |            |                  |                  |                           |          |  |
| 7                                                           | 12-12/09/2023 | Manchester  | Dur (int.) | Adrian Mannarino | Dominic Stricker | 3-6, 6-1, 6-4             | Parcours |  |
| 2023 - Poules (Phase Finale) - Australie - France 2:1       |               |             |            |                  |                  |                           |          |  |
| 7                                                           | 14-14/09/2023 | Manchester  | Dur (int.) | Adrian Mannarino | Max Purcell      | 7-64, 6-4                 | Parcours |  |
| 2024 - 1er tour Qualification - Taiwan - France 0:4         |               |             |            |                  |                  |                           |          |  |
| 8                                                           | 03-04/02/2024 | Taipei      | Dur (int.) | Adrian Mannarino | Wu Tung-lin      | 6-3, 7-5                  | Parcours |  |

## Victoires sur le top 10
Toutes ses victoires sur des joueurs classés dans le top 10 de l'ATP lors de la rencontre.
| Légende      |
| Grand Chelem |
| Masters 1000 |
| 500 Series   |
| 250 Series   |
| Coupe Davis  |

| #  | A.M.  | Tournoi     | Année | Surface      | Adversaire         | Rang  | Tour | Score          |
| -- | ----- | ----------- | ----- | ------------ | ------------------ | ----- | ---- | -------------- |
| 1  | no 32 | Miami       | 2015  | Dur          | Stanislas Wawrinka | no 8  | 1/16 | 7-64, 7-65     |
| 2  | no 56 | Monte-Carlo | 2017  | Terre battue | Jo-Wilfried Tsonga | no 10 | 1/16 | 63-7, 6-2, 6-3 |
| 3  | no 42 | Montréal    | 2017  | Dur          | Milos Raonic       | no 10 | 1/16 | 6-4, 6-4       |
| 4  | no 31 | Tokyo       | 2017  | Dur          | Marin Čilić        | no 5  | 1/2  | 65-7, 6-4, 6-0 |
| 5  | no 61 | Zhuhai      | 2019  | Dur          | Stéfanos Tsitsipás | no 7  | 1/8  | 3-6, 7-5, ab.  |
| 6  | no 42 | Majorque    | 2021  | Gazon        | Dominic Thiem      | no 5  | 1/8  | 2-5, ab.       |
| 7  | no 51 | Moscou      | 2021  | Dur (int.)   | Andrey Rublev      | no 6  | 1/8  | 5-7, 7-64, 6-3 |
| 8  | no 62 | Miami       | 2023  | Dur          | Hubert Hurkacz     | no 9  | 1/16 | 7-65, 7-60     |
| 9  | no 52 | Bois-le-Duc | 2023  | Gazon        | Daniil Medvedev    | no 3  | 1/8  | 4-6, 6-4, 6-2  |
| 10 | no 46 | Queen's     | 2023  | Gazon        | Taylor Fritz       | no 8  | 1/8  | 6-4, 7-67      |

## Classements ATP en fin de saison
| Année          | 2004 | 2005 | 2006 | 2007 | 2008 | 2009 | 2010 | 2011 | 2012 | 2013 | 2014 | 2015 | 2016 | 2017 | 2018 | 2019 | 2020 | 2021 | 2022 | 2023 | 2024 |
| Rang en simple | 1097 | 913  | 444  | 367  | 131  | 180  | 83   | 87   | 188  | 60   | 44   | 47   | 60   | 28   | 42   | 43   | 35   | 71   | 46   | 22   | 66   |
| Rang en double | 1752 | –    | 814  | 381  | 628  | –    | 849  | 565  | 393  | 784  | 679  | 223  | 92   | 288  | 329  | 228  | 186  | 162  | 125  | 278  | 873  |

Source : (en) Classements de Adrian Mannarino sur le site officiel de la Fédération internationale de tennis